# اندیس نام مس
نام مس یک اندیس فلزی است که در حوالی شهر باینجوب استان همدان قرار دارد و مادهٔ معدنی موجود در آن، مس است.  